# 恰德察

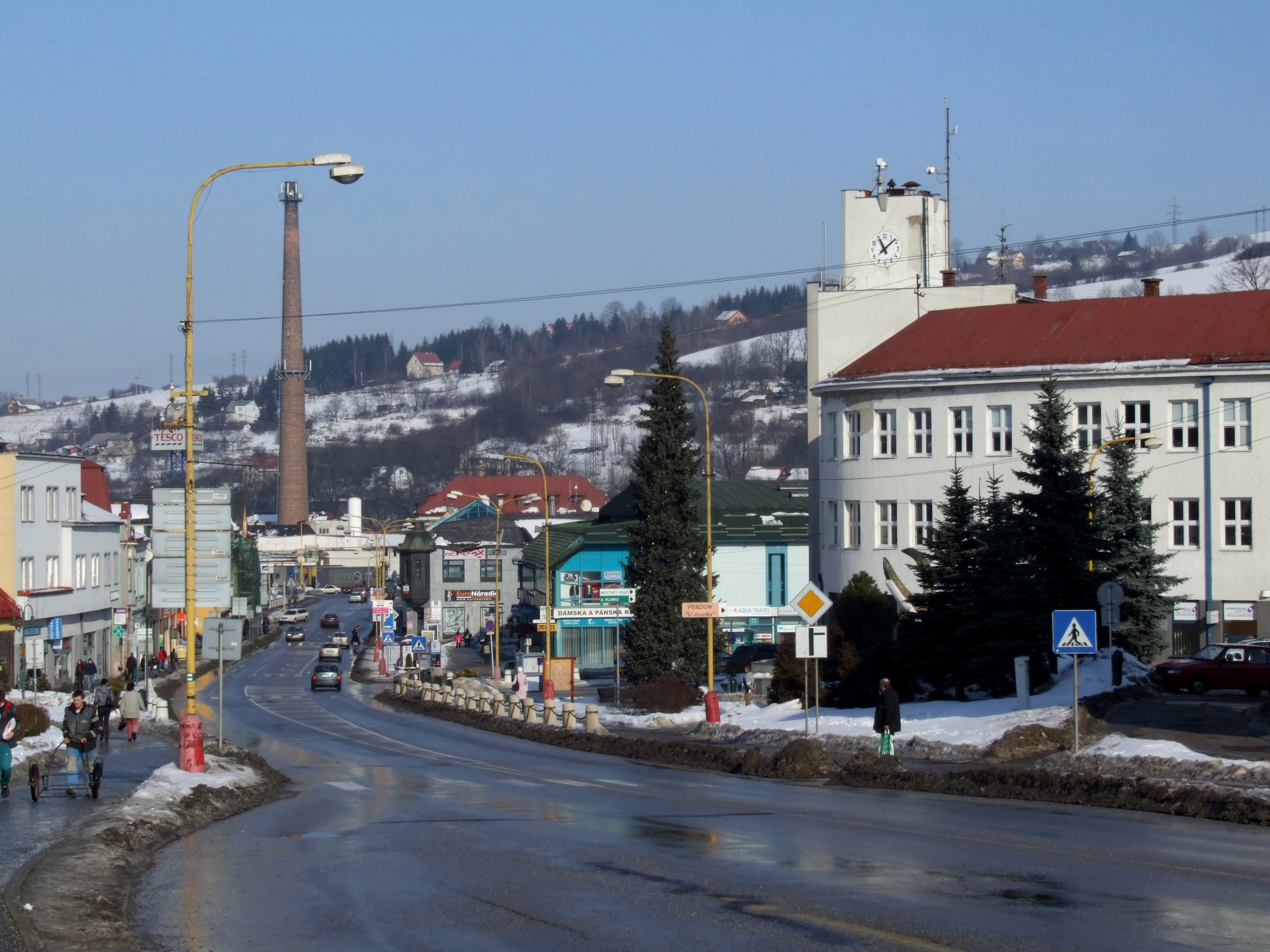

恰德察是斯洛伐克的城鎮，位於該國北部，距離日利納約30公里，由日利納州負責管轄，始建於十七世紀，面積56.79平方公里，海拔高度420米，2006年人口25,582。

## 外部連結
- Town website （页面存档备份，存于）